# 田何
田何（约前230年—约前160年），历经东周末年、秦统一六国又逢楚汉相争，目睹西汉建立；一代易经学大师、今文易学的开创者。字子庄（《史记》本传作“子庄”, 《汉书》本传作“子装”）。祖籍淄川（今属山东淄博市），汉初以齐国田氏徙关中杜陵（今陕西西安东南），号杜田生，有十五大易学家主之称。
商瞿向孔子学习《易经》，孔子卒，商瞿传《易》，商瞿传授给鲁人桥庇（字子庸）。子庸传授给江东人馯臂（字子弓）。子弓传授给燕人周醜（字子家）。子家传授给东武人孙虞（字子乘）。子乘传授给齐人田何（字子装）。田何为孔子传《易》系统的六世传人。汉惠帝时，田何年老家贫，守道不出仕为官，惠帝亲去他家里受业。田何专治《周易》，著有《田氏易传》，为西汉儒学《易传》宗师。田何传授给东武人王同，雒阳人周王孙、丁宽，齐人服生，王同授淄川人杨何，丁宽授施雠、孟喜、梁丘贺，施、孟、梁丘三家立为博士。田何的弟子王同、周王孙、丁宽、服生等都显名当世，著《易传》数篇。汉成帝时，刘向校书，考《易》说，以为诸《易》家说皆祖田何、杨叔元、丁将军，汉代施、孟、梁丘三家立于学官的《易》学，都出自田何弟子。《汉书·儒林传》称“要言《易》者本之田何”。于是说西汉今文《易》学始出自田何。